# Chromosom Philadelphia

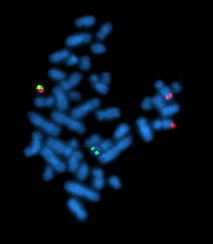
Chromosomy metafazowe z dodatnim wynikiem reakcji FISH na obecność translokacji BCR-Abl

Chromosom Philadelphia, chromosom Filadelfia, chromosom Ph – chromosom odkryty i opisany w 1960 roku przez Petera Nowella z Uniwersytetu Pensylwanii oraz Davida Hungerforda z Instytutu Badań nad Rakiem (Institute for Cancer Research) w Filadelfii.
W 1973 roku Janet D. Rowley z Uniwersytetu Chicagowskiego udowodniła, że translokacja między chromosomami 9 i 22 (t(9;22)(q34;q11)) stanowi przyczynę powstania tej anomalii.
Chromosom Philadelphia występuje w ponad 95% przewlekłych białaczek szpikowych. Spotyka się go również w ostrych białaczkach limfoblastycznych (25%–30% u dorosłych, około 6% u dzieci), niekiedy również w ostrych białaczkach szpikowych (w poniżej 1% przypadków). Wystąpienie chromosomu Ph w ostrej białaczce limfoblastycznej rokuje znacznie gorzej niż ostra białaczka limfoblastyczna bez tej translokacji. Brak chromosomu Ph w przewlekłej białaczce szpikowej skutkuje znacznie gorszym rokowaniem.

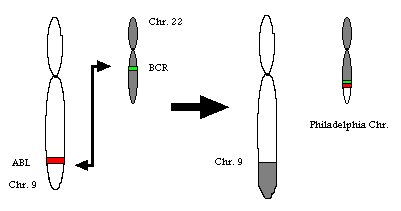
Mechanizm powstawania chromosomu Philadelphia

Defekt molekularny polegający na translokacji (przeniesienie fragmentu jednego chromosomu na drugi) t(9;22)(q34;q11), powoduje powstanie genu fuzyjnego BCR-Abl. Fragment BCR (ang. breakpoint cluster region), znajdujący się na chromosomie 22 w rejonie q11, zostaje połączony z genem Abl znajdującym się na chromosomie 9 w rejonie q34. Gen Abl jest protoonkogenem kodującym białko cytoplazmatyczne i jądrowe z rodziny kinaz tyrozynowych, które jest odpowiedzialne za różnicowanie, podział, adhezję i odpowiedź na uszkodzenia komórek. W warunkach normalnych ekspresja tego genu, a zatem produkcja białka, podlega ścisłej regulacji. Po połączeniu z fragmentem BCR powstały gen znajduje się ciągle w pozycji włączonej (staje się onkogenem) i wymyka się spod kontroli komórki. Produkowane nowe białko o masie cząsteczkowej 210 kDa lub 185 kDa przyczynia się do wzrostu częstotliwości podziałów komórkowych. Dodatkowo blokując naprawę DNA, powoduje szybkie gromadzenie się mutacji w nowych pokoleniach komórek. Wzmożona produkcja białka BCR-Abl upośledza również zdolność komórek do apoptozy oraz do interakcji i adhezji do podścieliska. Wszystko to prowadzi do wzrostu masy nowotworu i w konsekwencji doprowadza do przełomu blastycznego, który nieleczony kończy się śmiercią pacjenta.
W późnych latach 90. opracowano lek, który blokuje działanie powstałej kinazy tyrozynowej: imatynib (w Polsce dostępny pod nazwą handlową Glivec). Jego podawanie prowadzi do zahamowania rozwoju nowotworu, pozwalając uzyskać całkowitą remisję. Nie doprowadza on jednak do całkowitego wyleczenia. Obecnie kolejne firmy farmaceutyczne wprowadzają na rynek konkurencyjne preparaty blokujące kinazę BCR-Abl w innym mechanizmie (na przykład dasatynib).